# ジョン・ウォロップ (1718-1749)
リミントン子爵ジョン・ウォロップ（英語: John Wallop, Viscount Lymington、1718年8月3日 – 1749年11月19日）は、グレートブリテン王国の政治家。「リミントン子爵」は1743年から1749年まで使用した儀礼称号だった。

## 生涯
ジョン・ウォロップ（1720年にリミントン子爵に叙爵、1743年にポーツマス伯爵に叙爵）とブリジット・ベネット（Bridget Bennet、1696年9月3日洗礼 – 1738年10月12日、初代タンカーヴィル伯爵チャールズ・ベネットの娘）の息子として、1718年8月3日に生まれ、30日にトゥイッケナムで洗礼を受けた。1731年から1734年までウィンチェスター・カレッジで教育を受けた後、1735年10月25日にオックスフォード大学クライスト・チャーチに入学した。
1739年から1740年までリミントン市長を務めた。父がアンドーヴァー選挙区とウィットチャーチ選挙区でそれぞれ1議席を掌握しており、ジョン・ウォロップは1741年イギリス総選挙でアンドーヴァー選挙区とウィットチャーチ選挙区の両方で当選、前者の代表として庶民院議員を務めた。議会では1741年に与党側で投票、1747年にも与党側として分類された。
1749年11月19日に父に先立って死去、ファーリー・ウォロップで埋葬された。

## 家族
1740年7月8日、キャサリン・コンデュイット（Catharine Conduitt、1721年頃 – 1750年4月15日、ジョン・コンデュイットとキャサリン・バートンの娘）と結婚、4男1女をもうけた。
- ジョン（1742年 – 1797年） - 第2代ポーツマス伯爵
- ヘンリー（1743年? – 1794年） - 庶民院議員、生涯未婚[7]
- バートン（英語版）（1744年 – 1781年） - 聖職者。1771年5月14日、カミラ・ポーレット・スミス（Camilla Powlett Smyth、1820年9月29日没、ウィリアム・ポーレット・スミスの娘）と結婚、子供あり
- ベネット（Bennet、1745年1月29日 – 1815年2月12日） - 子供あり
- キャサリン（1812年5月没） - 1770年10月3日、ロックハート・ゴードン（Lockhart Gordon、1732年 – 1788年3月24日、第3代アボイン伯爵ジョン・ゴードンの息子）と結婚、子供あり

妻の母キャサリン・バートンは科学者アイザック・ニュートンの異母妹ハンナの娘であり、2人の長男ジョン（後の第2代ポーツマス伯爵）は母からニュートンの書簡集を継承した。以降ニュートン書簡集は歴代ポーツマス伯爵が継承したのち、1936年にサザビーズで競売にかけられ、ジョン・メイナード・ケインズら3人が落札した。